# Силсесквиоксан водорода
Силсесквиоксан водорода (англ. HSQ) — полимерное кремнийорганическое соединение с общей формулой (HSiO3/2)8n, применяемое как негативный резист c добавлением метилизобутилкетона в электронно-лучевой литографии. Применяется как заменитель ПММА. При толщине плёнки резиста менее 25 нм демонстрирует разрешение лучше чем 10 нм. Электронный пучок разрушает полимерную цепь превращая резист в аморфный оксид кремния, используемого для стойкой к плазменному травлению маски. NaOH или NH4OH действуют как проявитель на силсесквиоксан водорода в результате чего происходит выделение водорода. Резист очень чувствителен к старению, поэтому для свежеприготовленного вещества получается лучшее разрешение с шириной линии 10 нм.
Резист не используется в чистом виде, а обычно растворяется в метил изобутил кетоне 1-20 % по весу (Dow Corning XR-1541). Хранится до полугода при 5 °C.
Резист применяется в нанопечатной литографии так как чувствителен к области крайнего ультрафиолета. Материал обладает низким показателем диэлектрической проницаемости (2,2 после отжига), что делает его хорошим изолятором. Толщина резиста в 20 нм позволяет делать одиночные линии в 6 нм или 7 нм линии разделённые 20 нм промежутками при толщине резиста 10 нм для электронного пучка с энергией 100 кэВ. Как оказалось, толщина резиста имеет решающее значение для разрешения.
HSQ как резист демонстрирует высокое разрешение и относительно низкую дозу для нанесению шаблона. Также высокие стабильность и сопротивление ионному травлению позволяет использовать этот резист для создания массивов близкорасположенных наноструктур. Для нанесения 10 нм слоя HSQ на кремниевую пластину использовался раствор HSQ в метилизобутилкетоне (FOx-12). Для максимального разрешения использовался литограф Raith 150-TWO EBL с энергией пучка 10 кэВ, током 160 пкА и апертурой 20 мкм. Линейная доза составляла 5 нК/см. Для проявления использовался водный раствор NaOH 1 % и NaCl 4 % при 24 °С, в течение 15 секунд, после чего подложка промывалась в деионизированной воде более 1 минуты для удаления соли и сушилась в потоке азота. Использование соли мотивировано с точки зрения высокой селективности по сравнению с обычно используемыми проявителями такими как водный раствор 1 % NaOH и 25 % гидроксид тетраметиламмония. HSQ демонстрирует эффект старения, когда результат различается при использовании старого резиста и только что приготовленного. Проявление в целом происходит неравномерно во времени и с увеличением времени замедляется, что является признаком самолимитированного процесса, который связан с перекрёстным сшиванием (англ. cross-linked). 15 секунд проявления хватает для полного проявления тонких плёнок резиста. Основным параметром, определяющим разрешение электронной литографии для HSQ, является функция рассеяния точки, которая, в свою очередь, в основном зависит от рассеяния пучка в резисте и вторичных электронов. Экспериментально установлено, что увеличение толщины резиста приводит к большему рассеянию пучка до какой-то критической толщины, начиная с которой энергия пучка не важна для разрешения. Но если толщина плёнки больше критической, то чтобы нивелировать этот эффект нужно увеличивать энергию электронов. Для толщины плёнки 25 нм, энергия в диапазоне от 10 кэВ до 30 кэВ слабо влияет на разрешение.
Для наилучшего разрешения толщина резиста должна быть 10 нм, а подложка как можно тоньше. Для наименьшего размера пучка использовалась Hitachi HD 2700C сканирующий просвечивающий электронный микроскоп с коррекцией аберрации с энергией пучка 200 кэВ и холодным эмиттером, что позволяло достичь диаметра пучка 0,15 нм. Для этих параметров минимальное расстояние между элементами составляло 2,1 нм.